# Тишков, Юрий Иванович
Ю́рий Ива́нович Тишко́в (12 марта 1971, Москва — 11 января 2003, там же) — советский и российский футболист, нападающий, мастер спорта СССР (1990). Известен по выступлениям за московские клубы «Торпедо» (1987—1992) и «Динамо» (1993—1997), а также за казанский «Рубин» (1998). Карьера Тишкова, обладавшего большим потенциалом, оказалась крайне короткой из-за последствий серьёзнейшей травмы, полученной 5 июля 1993 года в игре против коломенского клуба «Виктор-Авангард» в Кубке России 1993/1994: капитан клуба Сергей Бодак в одном из эпизодов влетел двумя ногами в Тишкова, что привело к открытому перелому малой берцовой кости. Из-за неправильного лечения и серьёзности травмы Тишков так и не смог выйти на прежний уровень выступлений.
После завершения карьеры Тишков начал некоторое работать детским футбольным тренером в «Торпедо-ЗИЛ», а позже стал футбольным агентом и телекомментатором телеканалов ТВЦ и РТР, удостоившись премии «Стрелец» по итогам 2002 года как лучший телекомментатор. 11 января 2003 года он был убит у собственного дома: хотя прокуратурой и общественностью предполагается, что убийство было связано с его агентской деятельностью, убийство остаётся нераскрытым и по настоящее время.

## Ранние годы
Юрий Иванович Тишков родился 12 марта 1971 года в Москве. Мать — Галина Григорьевна. Тишков учился в экспериментальной школе № 315 с физико-математическим уклоном при Академии наук СССР, располагавшейся по улице Красносельской. По некоторым данным, окончил школу с золотой медалью. Футболом начал заниматься в 1979 году, во втором классе: в школу пришёл тренер ДЮСШ «Сокол» Виктор Александрович Балашов, который пригласил Тишкова заниматься к себе после того, как понаблюдал за несколькими перспективными учениками на уроках физкультуры. В 1981 году Балашов перешёл в ДЮСШ московского «Торпедо» вместе с группой подопечных 1969 года рождения, взяв с разрешения руководства школы и Тишкова, который был на два года моложе ребят из этой группы.
На протяжении нескольких лет Тишков занимался с ребятами старше себя, прежде чем перейти в свою возрастную категорию. В возрасте 15 лет, будучи учеником 8-го класса, он начал выступать в дублирующем составе «Торпедо» и даже получил формальную карточку участника чемпионата СССР 1986 года: тренером «дубля» тогда был Вадим Никонов. В то же время Тишков вынужден был совмещать тренировки, игры и учёбу: ему неоднократно предлагали перейти в спецкласс СДЮШОР «Торпедо», где учились в своё время такие футболисты, как Сергей Шустиков, Игорь Чугайнов, Максим Чельцов и Дмитрий Ульянов. Однако Тишков отказался, желая получить полноценное среднее образование.
С детства Юрий увлекался авиацией и мечтал стать лётчиком или хотя бы работать в области гражданской авиации. Он намеревался подать заявление в Кировоградское или Актюбинское высшее училище гражданской авиации, а мать хотела, чтобы он поступил в Московский авиационный институт. Тишков намеревался уйти в лётное училище, если ему не дадут поиграть в команде мастеров, однако тренер дубля «Торпедо» Вадим Никонов убедил парня остаться в команде. В 1987 году, после 10-го класса школы Тишков поступил в институт физической культуры и спорта в Малаховке, который также успешно окончил.

## Начало игровой карьеры

### «Торпедо» (Москва)
С 1987 по 1992 годы Тишков выступал за московское «Торпедо» на разных уровнях. 24 августа 1988 года состоялся дебют Тишкова в матче чемпионата СССР против киевского «Динамо»: его выпустили на 81-й минуте до конца игры при счёте 2:0 в пользу москвичей, сменив Андрея Рудакова. Тренер торпедовцев Валентин Иванов попросил Тишкова потерзать ложными рывками оборону динамовцев, чтобы отвлечь на себя их внимание. Однако этот матч оказался единственным в 1988 году для Тишкова в высшей лиге чемпионата СССР, а в 1989 году он не провёл за клуб ни единой встречи в чемпионате. Во время первого круга чемпионата СССР 1990 года Тишков вышел на поле только один раз, и это случилось 12 марта против днепропетровского «Днепра» (поражение 0:1). Преимущественно он играл в Кубке СССР, а также выступал за олимпийскую сборную СССР, которую тогда тренировал Владимир Сальков и с которой он принял участие в турнире во французском Тулоне. Уже после возвращения с турнира, когда начался второй круг чемпионата СССР, Тишков стал регулярно выходить на поле: он говорил, что чувствовал доверие со стороны тренировавшего команду Валентина Иванова.
Свой первый гол в чемпионате СССР Тишков забил 30 июля в игре против минского «Динамо» (победа 2:1), ворвавшись с левого фланга в штрафную площадь и пробив средней частью подъёма стопы в ближнюю «девятку». Тишков был одной из звёзд той команды наравне с Сергеем Шустиковым, Игорем Чугайновым и Максимом Чельцовым, которую сравнивали с легендарной командой 1950-х годов, в которой играли Эдуард Стрельцов, Валерий Воронин, Виктор Шустиков и сам Валентин Иванов. Эта команда, по словам Тишкова, всегда была функционально готова благодаря большим нагрузкам, которые были во время тренировок Иванова. Тренер также умел расслабить команду в нужный момент: 11 декабря 1990 года, в день ответной игры Кубка УЕФА 1990/1991 против «Монако» Иванов отменил тренировку отчасти из-за сильного снегопада и предложил игрокам сходить в океанологический аквариум, мотивировав это тем, что клуб «свои два мяча всё равно забьёт и выиграет», чем удивил Тишкова. В итоге клуб действительно выиграл со счётом 2:1, а Тишков забил гол на 76-й минуте. Всего в розыгрыше Кубка УЕФА 1990/1991 Тишков отличился 6 раз, забив дважды в ворота шведского ГАИС из Гётеборга в домашнем матче 19 сентября (победа 4:1) и один раз в ответной встрече 3 октября (ничья 1:1), также забив гол и удалившись с поля в матче 24 октября против «Севильи» (победа 3:1), а также забив головой ещё в первом матче против «Монако» 28 ноября (победа 2:1). По итогам сезона Тишков, отличившись не только в чемпионате СССР, но и в национальном кубке и в еврокубках, попал в список 33 лучших футболистов СССР при том, что он выступал фактически только во втором круге чемпионата. Шесть забитых голов долгое время оставались рекордным результатом для российских футболистов в еврокубках.

### Уход Иванова
В марте 1991 года Тишков вместе с олимпийской сборной вернулся из Ирака и провёл контрольную встречу против «Крыльев Советов», в которых тогда играл Сергей Бодак, сыгравший роковую роль в карьере Тишкова. В одном из эпизодов Тишков получил мяч от Игоря Чугайнова и вышел один на один, пытаясь опередить Бодака: в какой-то момент, потянувшись за мячом, Тишков порвал заднюю мышцу бедра, шокировав команду. До первой игры в Кубке УЕФА против датского «Брондбю» оставалось меньше недели, и потеря Тишкова стала серьёзной для «Торпедо»: москвичи проиграли по пенальти и выбыли из борьбы, а Иванов заявил, что больше никого отпускать в сборную из игроков не будет. В сезоне высшей лиги того года команда была претендентом на медали чемпионата СССР, хотя Тишкова летом безуспешно пытался переманить в московское «Динамо» Валерий Газзаев. Одним из ключевых для Тишкова стал финальный матч последнего в истории Кубка СССР, состоявшийся 23 июня 1991 года против ЦСКА: в этом матче Тишков оформил дубль, однако его команда всё же проиграла 2:3. Тишков нередко называл этот матч лучшим в своей карьере, но в то же время говорил о поражении в финале Кубка как о самой большой своей неудаче.
Перспективы команды Тишкова пошатнулись в промежуток после кубкового матча против «Крыльев Советов» 4 сентября 1991 года, который завершился со счётом 2:2 и перед игрой чемпионата СССР против днепропетровского «Днепра». Несколько человек не вернулись в гостиничный номер, когда от них это требовалось, и Иванов пригрозил отчислить этих людей. Вся команда (в том числе и Тишков) встала на защиту «прогульщиков», начав спорить с Ивановым и обвинять его в деспотии и ущемлении прав игроков. В итоге тренер ушёл из команды, чтобы избежать дальнейшего развития конфликта. Позже Тишков признал, что у игроков не было оснований обвинять Иванова, поскольку без него команда оказалась несамостоятельной. Примерно в это же время Тишковым заинтересовался московский «Спартак», и игрок отправился на переговоры с Олегом Романцевым, написав предварительное заявление, но предупредив, что если Валентин Иванов уйдёт из «Торпедо», то он откажется от перехода в «Спартак». В итоге после отставки Иванова Романцев оставил попытки переманить Тишкова в клуб, в то время как Газзаев в течение сезона настойчиво звал торпедовца в «Динамо».
На последовавшем после увольнения Иванова собрании клуба игроки пообещали относиться к своим обязанностям максимально серьёзно: ещё в июне — июле Иванов сказал, что команде достаточно будет набрать от 36 до 37 очков во втором круге, чтобы занять 3-е место в чемпионате. Для достижения этой цели, однако, команда должна была обыграть в последних двух играх чемпионата московский «Спартак» и киевское «Динамо». Перед двумя последними турами команда набрала 33 очка, и ей нужно было брать как минимум 4 очка в оставшихся встречах. Команда справилась с этой задачей: 27 октября 1991 года в игре против московского «Спартака» на 81-й минуте при счёте 1:1 Тишков принёс победу, пробив со штрафного и перебросив мяч поверх стенки. 2 ноября 1991 года в игре против киевского «Динамо» на 69-й минуте Алексей Юшков забил единственный гол в матче после прострела со стороны Тишкова: Юшков буквально завалился в ворота вместе с мячом и защитниками киевского клуба, принеся «автозаводцам» бронзовые медали.

### Переход в московское «Динамо»
В 1992 году в первом розыгрыше чемпионата России «Торпедо» выступило откровенно плохо и едва не вылетело из высшей лиги. Впрочем, в том же году Тишков, оправившийся от очередной травмы, забил гол головой в матче Кубка УЕФА мадридскому «Реалу», принеся команде победу 3:2 (матч прошёл 4 ноября). Агентом Юрия Тишкова в то время был израильтянин Пини Захави, который решил продать перспективного игрока в клуб «Шеффилд Уэнсдей»: он даже организовал поездку Тишкова в Англию на месяц, поселив его в пятизвёздочном отеле «Ритц» и обеспечив не только тренировки с командой, но и место в VIP-ложе на матче «Тоттенхэм» — «Манчестер Юнайтед». Однако сделка не состоялась, поскольку у Тишкова было всего две игры за олимпийскую сборную, в то время как у иностранных игроков высшего дивизиона Англии должно было быть не менее 12 матчей за национальную команду. Уже много времени спустя после игры против «Реала» Захави попытался организовать переход Тишкова в испанский «Логроньес», привлекая к этому трансферу Евгения Майорова и Руперто Сагасти, однако сделка не состоялась: в Испанию в итоге вместо Тишкова уехал Олег Саленко.
В конце 1992 года у Тишкова заканчивался контракт, вследствие чего после ухода игрока как свободного агента клуб получал бы небольшую компенсацию. Для «Торпедо», которое испытывало серьёзные финансовые трудности, подобный результат был неприемлем. Вскоре Валерий Газзаев пригласил Юрия Тишкова в «Президент-отель» на встречу с президентом итальянской «Аталанты», которая проходила в обстановке строгой секретности. Газзаев предложил Тишкову сделку: если «торпедовец» перейдёт в «Динамо», то Газзаев подпишет с ним «договор о намерениях» и поможет тому уехать летом следующего года на просмотр в «Аталанту». Поскольку у «Динамо» установились хорошие связи с клубами из Италии и Испании, на личной встрече с президентом команды Николаем Толстых Тишков дал своё явное согласие на переход. Сами игроки «Торпедо» возмутились решению Тишкова и даже обвинили его в предательстве, хотя, по словам самого Тишкова, ситуация была намного более сложной из-за финансового положения команды. Тишков считал, что тогда «Торпедо» раздирали серьёзные внутренние противоречия, а «Динамо» казалось ему наиболее профессиональной командой в России в то время, которая могла бы обеспечить отъезд высококлассных игроков в зарубежный чемпионат. Однако мать Юрия выступала против перехода в «Динамо», настаивая на том, что её сын должен оставаться в родном для себя «Торпедо», и грозясь даже сжечь любую зарплату, которую Юрий будет получать в стане «бело-голубых».
Главный тренер «Торпедо» Юрий Миронов и начальник команды Юрий Золотов объяснили Тишкову тяжёлую финансовую ситуацию в клубе и попросили его сначала продлить контракт с «Торпедо», а потом уже переходить в «Динамо», чтобы команда могла получить хоть какие-то средства от продажи и не разориться. Тишков пошёл навстречу руководству клуба и выполнил все условия: Николай Толстых договорился, что «Торпедо» получит сумму за переход Тишкова в «Динамо», а потом сумму от его дальнейшей гипотетической продажи в «Аталанту». Сам Тишков говорил, что ситуация по западным меркам была «полнейшим абсурдом». Официально Тишков подписал контракт с московским «Динамо» 16 ноября 1992 года. После продажи Игоря Колыванова в «Фоджу» и победы над «Торино» в Кубке УЕФА у «Динамо» укрепились связи в Италии, и переход Тишкова в «Аталанту» стал вопросом времени. Сразу перейти в «Аталанту», однако, Тишков не мог, хотя съездил в конце декабря на три дня инкогнито в Бергамо. По некоторым данным, «Динамо» рассчитывало продать Тишкова в Италию за сумму в 300 тысяч долларов США.

## Травма в игре против «Виктор-Авангарда»
5 июля 1993 года в Коломне состоялся матч 1/16 финала Кубка России между местным клубом «Виктор-Авангард» и московским «Динамо». Игре предшествовали несколько скандалов: незадолго до неё в перерыве матча чемпионата России между «Динамо» и московским «Локомотивом» в судейскую ворвались хозяева клуба «Виктор-Авангард», которые стали препираться с судьями, но президент «Динамо» Толстых выгнал их из судейской. Сам Тишков говорил, что за день до игры встретился с Игорем Чугайновым, своим многолетним одноклубником по «Торпедо», который сказал ему буквально следующее: «Юра, не надо ехать в Коломну». Не воспринявший слова всерьёз Тишков позже сожалел о том, что не послушал Чугайнова, поскольку он очень хорошо знал манеру игры выступавшего в составе коломенцев Сергея Бодака, но в то же время говорил, что не хотел струсить и отказываться от игры. Чугайнов утверждал, что в связи с напряжёнными отношениями руководителей команд обоим составам могла быть дана установка играть особенно жёстко против нападающих, но отрицал, что коломенцам могло быть дано прямое указание «сломать» Тишкова. Эта игра стала поворотным моментом в карьере Тишкова, поскольку он получил травму, фактически оборвавшую его игровую карьеру — открытый перелом малой берцовой кости.
На 13-й минуте встречи Юрий Тишков получил мяч в центре поля и устремился в атаку, обогнав нападающего коломенского клуба Владимира Чунихина. Далее между двумя игроками последовала борьба при помощи рук: оба придерживали и хватали друг друга. В этот момент защитник и капитан коломчан Сергей Бодак, прерывая атаку, буквально влетел двумя ногами в левую ногу Тишкова, забрав себе мяч, а Чунихин упал сзади на «динамовца». Сам Тишков сначала не понял, что произошло, а по характерному треску решил, что у него порвалась гетра или отлетела резинка щитка от липучки. Однако когда он посмотрел на ногу, то увидел, что из гетры что-то торчало в сторону: в этот момент на Тишкова «по нарастающей обрушился болевой шок». Полузащитник «Динамо» Евгений Смертин, увидев случившееся, схватился за голову и упал на колени: позже он рассказывал, что кость у Тишкова торчала прямо из ноги. Судивший встречу Игорь Руцкой сначала не заметил ничего необычного в подкате, пока ему не начали сигнализировать «динамовцы» о травме, однако когда он изучил ситуацию, то показал в итоге красную карточку не Бодаку, который врезался в Тишкова и сломал ему ногу, а навалившемуся сзади Чунихину, который якобы подталкивал в спину Тишкова, из-за чего тот потерял равновесие и попал под Бодака. В дальнейшем Руцкой настаивал, что истинным виновником инцидента был именно Чунихин, а Бодак шёл левой ногой в мяч, приподняв чуть-чуть правую и держа руку на газоне. Более того, Руцкой уверял, что если бы перелома у Тишкова не было, то он бы и вовсе не показал никакой карточки. Версию судьи позже поддержал и Игорь Чугайнов. Капитан «динамовцев» Игорь Добровольский всячески возражал против решения судьи, но не переубедил его, из-за чего у него началась истерика и он попросил замену. Руцкой рассказывал, что Добровольский и Бодак устроили перепалку, в ходе которой Бодак выкрикнул двусмысленное «Да ты сам отсюда не уедешь!». Через год арбитр встретился с находившимся на той встрече телекомментатором Владимиром Перетуриным и узнал, что в РФС после пересмотра матча сняли какие-либо обвинения с Бодака.
Тишкову в течение 15 минут оказывали медицинскую помощь, прежде чем его увезли на машине «скорой помощи» в физкультурный диспансер № 2 Коломны для срочного хирургического вмешательства. Пресса полагала, что одним из виновников травмы действительно был упавший на «динамовца» Чунихин, однако Тишков отрицал это, считая, что Чунихин мог максимум повредить ему ахилл в борьбе, а при неудачном падении у Тишкова более была вероятной травма связок колена, чем такой перелом. По ходу всего матча коломенцы постоянно крайне грубо играли против «динамовцев», а в перерыве матча в судейскую комнату ворвались двое неизвестных, которые пригрозили судье Руцкому и инспектору матча Кадетову расправой, если их команда не выиграет. Как позже выяснилось, один из ворвавшихся был представителем криминальных кругов и спонсором «Виктор-Авангарда», который после матча извинился, сказав, что выкрикнул свои угрозы исключительно на эмоциях. Сами игроки «Динамо» во втором тайме собрались и забили два мяча, выиграв тот матч, однако тренировавший «динамовцев» Валерий Газзаев после игры сказал, что предпочёл бы проиграть, но не допустить травмы Тишкова. Самого Бодака, который некоторое время был одноклубником Тишкова, дисквалифицировали пожизненно (позже дисквалификацию сняли), хотя он уверял в последующих интервью, что не хотел травмировать Тишкова, но его всегда учили играть жёстко. Судей с того матча увозили под охраной сотрудников «Альфы».

## После травмы

### «Динамо» Москва
Официальный диагноз врачей звучал следующим образом — «рваная проникающая рана левого голеностопа с разрывом внутреннего отдела капсульно-связочного аппарата и подвывихом стопы, а также наружным переломом малой берцовой кости». Операцию Тишкову сделали достаточно поздно, 7 июля 1993 года в отделении спортивной травматологии врачебно-физкультурного диспансера № 1 города Москвы: операцию провела бригада врачей под руководством врача-травматолога высшей категории Михаила Музыкантова. Музыкантов утверждал, что операция прошла технически успешно и что через два-три месяца Тишков сможет вернуться к тренировкам, а через три-четыре месяца — играть в полную силу. Однако Тишков утверждал, что ему не дезинфицировали рану, из-за чего образовалось нагноение: рану потом пришлось «вскрывать и чистить», а сустав и вовсе неправильно сросся. Вскоре Тишков попытался вернуться к тренировкам, хотя испытывал сильную боль, однако после обследования в ЦИТО у профессора Сергея Морозова ему сказали, что с такой травмой продолжение карьеры просто невозможно и что игроку имеет смысл завершить карьеру игрока и заняться получением высшего образования. Морозов прямо заявил, что в пострадавшей ноге не было ни хряща, ни межсуставной щели, ни синовиальной жидкости, а большая таранная кость тёрлась о большую берцовую кость; имела место частичная потеря движения в суставе.
Матч в Коломне стал поворотным для Тишкова: часть его одноклубников из «Торпедо» и «Динамо» прекратили с ним общение, другие же оказали полноценную поддержку. Тишкова в больнице навещали Никита Симонян, Борис Игнатьев и Павел Садырин. Осенью 1994 года Тишков впервые был допущен к тренировкам «дубля», а в ноябре пару раз вышел на замену в основном составе клуба. В конце того же года у Тишкова истёк действовавший двухгодичный контракт, однако Толстых подписал с игроком зимой новое трёхлетнее соглашение, рассчитывая на скорое восстановление игрока. Однако свою былую форму Тишков, несмотря на все свои старания, вернуть не смог. В его карьере имели место редкие микроэпизоды, когда он выходил на поле. В частности, к таким эпизодам относились матчи в еврокубках против «Ромы» и «Рапида», а также матч против «Крыльев Советов» 23 сентября 1995 года, в котором Тишков забил с лёту эффектный гол (победа 4:1). В то же время при каждом выходе на поле Тишков испытывал серьёзную боль: уровень выступлений он мог поддерживать только на том запасе, который у него «был заложен в молодости». Летом 1996 года был на просмотре в южнокорейском клубе «Ильва». 31 декабря 1997 года по истечении контракта покинул «Динамо», получив всю причитающуюся ему зарплату.

### «Рубин» и судебная тяжба
Первую половину 1998 года Тишков не мог найти себе клуб, поддерживая форму самостоятельно. В середине года с Тишковым связался тренер казанского «Рубина» Александр Ирхин, позвавший игрока в команду, которая выступала тогда в первом дивизионе. Тишков принял предложение после некоторого раздумья: ему предлагали выгодную сумму за выступления, однако последствия травмы не позволяли ему на многое рассчитывать. После перехода в команду Тишков стал регулярно выходить в её стартовом составе, но так и не сумел ни разу отличиться, попадая чаще в каркас ворот. В августе 1998 года в России прогремел дефолт, из-за чего Тишкову перестали платить зарплату, а ситуация усугублялась плохими условиями команды: вместо базы команда собиралась в небольшом доме в черте города и играла на плохих полях. Тишков решил добиваться справедливости через суд и разорвал контракт с клубом 15 декабря 1998 года, после чего вместе с динамовским юристом Василием Грищаком подал исковое заявление в суд в один из районных судов в Казани с требованием выплатить ему долги по зарплате в размере 25 тысяч долларов США (бюджет клуба по тем временам составлял около 5 миллионов долларов). Весь процесс растянулся на два с половиной года.
Первые два заседания представители «Рубина» проигнорировали, хотя судебный пристав арестовал 21 счёт клуба, на которых оказалась откровенно крохотная сумма. На третьем заседании судья заочно вынесла решение в пользу истца в связи с неявкой ответчика и обязала клуб выплатить Тишкову долги по зарплате. Однако «Рубин» подал жалобу в Верховный суд Республики Татарстан, который отправил обратно дело в тот же районный суд Казани, и та же судья внезапно приняла противоположное решение уже в пользу клуба. Ответную жалобу Тишкова в Верховном суде Республики Татарстан не удовлетворили, и игрок пошёл подал заявление в Верховный суд Российской Федерации, который вынес постановление в пользу Тишкова, причём представители клуба даже безуспешно попытались опротестовать решение в Президиуме Верховного суда. Средства от клуба Тишков получил только в начале 2002 года: по ходу всех судебных слушаний помощь Тишкову оказывали и журналисты газеты «Спорт-Экспресс». По ходу судебных слушаний в адрес Тишкова поступали угрозы расправы, если он не заберёт исковое заявление, которые не прекратились и после окончательного решения суда: игрок вынужден был подать заявление в ОВД «Тимирязевский», после чего угрозы прекратились.

### Завершение карьеры
Зимой 1998—1999 годов, во время судебной тяжбы с «Рубином» Тишков пытался попробовать свои силы в клубе «Торпедо-ЗИЛ», однако президент команды Валерий Носов крайне прохладно отнёсся к возвращению Тишкова, что сам игрок связывал с тем, что Носов не простил ему ухода из «Торпедо». В итоге тренер Борис Игнатьев не включил Тишкова в команду, а сам футболист констатировал, что уже не сможет никогда вернуть свою форму, которая была до той самой травмы: он говорил, что «элементарно не доиграл своё в футболе». До весны 1999 года Тишков также обдумывал вариант перейти в корейский клуб «Соннам Ильва», где уже шесть лет играл друг Тишкова Валерий Сарычев. Однако в связи с тем, что во время тренировок он стал припадать на больную ногу, Юрием было принято окончательное решение завершить игровую карьеру. В последующие годы Тишков иногда выходил играть за ветеранов, проведя первый подобный матч в августе 1999 года с игроками «Днепра», выигравшими в 1988 году чемпионат СССР.
С момента травмы в игре против «Виктор-Авангарда» Тишков перенёс ряд хирургических вмешательств, в том числе четыре серьёзные операции: первые две ему сделали в Москве в 1-м физкультурном диспансере, а третью — в Дании, где Тишков позже неоднократно бывал для проведения обследования. Он также летал на консультацию в Венгрию к известному хирургу Хангоди, который оперировал Мирослава Ромащенко, однако даже Хангоди признал, что не в силах помочь Тишкову. Сустав с возрастом становился всё более неподвижным: нога болела и часто опухала. Последствия травмы преследовали Тишкова до конца жизни: в 2002 году он сообщал о необходимости перенести очередную операцию по корректировке сустава и говорил, что искусственный сустав могут разработать только через 5-7 лет. Внешним признаком последствий этой травмы была лёгкая хромота Тишкова.
С Сергеем Бодаком Тишков встречался несколько раз, однако их встречи ограничивались преимущественно приветствиями и прощаниями. Бодак в послематчевом интервью сначала утверждал, что Тишков сам был виноват, поскольку придерживал его рукой за шею, но неудачно подвернул ногу, а спустя 10 дней уже утверждал, что чисто забрал в подкате мяч и что не имел никакого злого умысла в эпизоде с Тишковым. Тишков же в ответ потребовал извинений, заявив, что Бодак пытался донести до прессы мысль, что Тишков сам себя и сломал. Только 17 апреля 2002 года в эфире программы «Московский футбол» телеканала М1 Юрий Тишков и Сергей Бодак встретились на стадионе во время матча дублёров ЦСКА и «Сатурна», пожав друг другу руки в знак примирения. О своём желании примириться с Бодаком Тишков заявил во время беседы в ресторане «Русское подворье» с шеф-редактором «Экспресс-газеты» Сергеем Дадыгиным: Дадыгин и руководитель программы Валерий Чумаченко организовали встречу игроков, а сам Бодак сказал, что благодаря этому «снял грех с души».
За всю свою игровую карьеру Тишков отыграл 92 матча в Высшей лиге чемпионатов СССР и России, забив в них 18 мячей: из этих встреч он отыграл 39 в чемпионате СССР (12 голов) и 53 в чемпионате России (6 голов). Также в его активе было 18 матчей в Первом дивизионе чемпионата России и 45 матчей в Третьем дивизионе (14 голов). В чемпионате России он отыграл 8 матчей за «Торпедо» и 45 — за «Динамо», забив все свои шесть мячей в составе «динамовцев». В Кубках СССР и России суммарно он провёл 13 матчей, забив 6 мячей, а в еврокубках отыграл 20 матчей и забил 8 голов (11 матчей и 6 голов в составе «Торпедо»).

## Выступления в сборных
В составе олимпийской сборной СССР Юрий Тишков сыграл всего 4 матча, дебютировав 11 сентября 1990 года в домашней игре против Норвегии (ничья 2:2) и заменив Олега Саленко на 67-й минуте. Свой единственный гол он забил 27 августа 1991 года в ворота той же Норвегии в гостевом матче, и этот гол стал победным. Также он сыграл матчи в том же году 24 сентября против Венгрии дома (победа 2:0) и 16 октября против Италии дома (ничья 1:1), заменив в матче против Италии на 46-й минуте Сергея Щербакова. Именно после выхода Тишкова сборная СССР открыла счёт в матче против итальянцев (отличился Сергей Шустиков), но затем пропустила ответный мяч и из-за этой ничьи лишилась шансов выступить на Олимпиаде в Барселоне.
В 1992 году тренировавший сборную СНГ Анатолий Бышовец даже пригласил Тишкова вместе с Сергеем Шустиковым и Игорем Чугайновым на тренировочный сбор команды СНГ, вызвав всех троих в чикагском аэропорту и предложив им в шутку не подписывать никаких контрактов, пообещав самостоятельно обеспечить все условия каждого из игроков. Сменивший Бышовца на посту тренера уже национальной сборной России Павел Садырин выражал желание вызвать при первой возможности Тишкова в расположение российской сборной.

## Стиль игры
Журналом «Футбол» Тишков характеризовался как нацеленный на ворота и манёвренный игрок. Он хорошо укрывал мяч корпусом при обводке, умело взаимодействовал с партнёрами, обладал сильным ударом с обеих ног. По мнению Александра Кочеткова, Тишков обладал «сумасшедшей скоростью», отлично играл головой и обладал отменным голевым чутьём, что могло бы помочь ему стать не только звездой отечественного, но и мирового футбола. Игрок «Торпедо» Дмитрий Ульянов даже сравнивал Тишкова с Эдуардом Стрельцовым. После злополучной травмы Тишков уже не напоминал прежнего себя, хотя, по словам Игоря Симутенкова, нельзя было сказать, что Тишков выпадал из игры.

## После игровой карьеры

### Тренерская деятельность
1 сентября 1999 года Тишков стал детским тренером в футбольной школе «Торпедо-ЗИЛ», тренируя команду мальчиков 1991 года рождения: его туда пригласил работавший в школе Владимир Кобзев. Группу для него набрал Владимир Анатольевич Гречнёв: в первую команду учеников Тишкова вошли 17 ребят, хотя сам Тишков говорил, что мог заниматься и с 30 ребятами. При подготовке к тренерской деятельности Тишков посмотрел на видеокассетах достаточно детских тренировок различных иностранных школ, изучив разные виды упражнений. При этом сам Юрий Иванович выражал надежду стать полноценным тренером взрослых команд, для чего поступил в Высшую школу тренеров на очное отделение как детский специалист: в школе он узнал намного больше о сути тренировок и качествах, которые развивает то или иное упражнение. По его словам, футболист должен был поступать в Высшую школу тренеров после окончательного завершения карьеры.
Тренерскую школу Тишков окончил в 2001 году, защитив работу «Ударная активность — атакующие действия команд высшего дивизиона». Весной 2002 года Тишков окончательно ушёл из школы «Торпедо-ЗИЛ», что было связано не только с его работой телекомментатора и футбольного агента, но и с тем, что в школе иногда задерживали зарплату. В том же году Валерий Непомнящий, который тогда работал в китайском клубе «Шаньдун Лунэн», пригласил Тишкова на должность своего ассистента: проработка контракта заняла несколько месяцев, а осенью Тишков встретился с футбольным агентом Владимиром Абрамовым, чтобы обсудить детали контракта и возможную продажу в китайский клуб футболиста Дмитрия Смирнова, история перехода которого в «Спартак» позже стала скандально известной благодаря участию Смирнова. Однако на следующий день Тишков отказался от отъезда в Китай, поскольку Смирнова отказались отпускать из «Торпедо-ЗИЛ» в китайский клуб, а Тишкову нужно было присутствовать на переговорах его подопечных с «Торпедо-ЗИЛ» и ЦСКА.

### Футбольный агент
После судебной тяжбы с «Рубином» Тишков решил заняться агентской деятельностью и заняться отстаиванием прав современных игроков, чтобы в российском футболе более не возникали ситуации, подобные той, которая была в «Рубине». Для получения необходимого образования Тишков поступил в Московскую государственную юридическую академию, диплом которой должен был получить в мае 2003 года. Тишков считал роль личного агента игрока важной в составлении контракта между клубом и игроком, считая, что агент может помочь составить контракт так, чтобы футболистом не манипулировали ни тренеры, ни руководство клуба. В агентский бизнес Тишкова вовлёк его друг Максим Чельцов, который был на тот момент заместителем генерального директора по работе с молодёжью в раменском «Сатурне». По версии одного из клубных менеджеров «Сатурна», владелец команды Олег Шишканов (криминальный авторитет по кличке «Шишкан») даже предложил сформировать группу агентов, лицом которой должен был стать Тишков, а куратором — сам Чельцов. В то же время на решение Тишкова заниматься агентской деятельностью повлиял Владимир Абрамов, работавший в Торгпредстве СССР, с которым Юрий познакомился ещё в 1991 году через Валерия Сарычева.
Агентской деятельностью Тишков фактически занялся в конце 2001 года, когда в клубы стали вкладываться огромные средства, что привело к росту стоимости игроков и гипотетический прибыли для участников трансферов: в Российский футбольный союз многие стали подавать запросы на предоставление лицензии агента, поскольку агент мог претендовать также на часть выплат от сделок. Тишков стал первым обладателем агентской лицензии от РФС. В интервью того же года, опубликованного в 2003 году после смерти Тишкова, он говорил о своих намерениях полностью изменить систему футбольных трансферов в России так, чтобы она не противоречила трудовому законодательству и чтобы клубы и игроки не становились заложниками каких-либо сложных ситуаций. По его словам, одной из серьёзных проблем были компенсационные законы, по которой клубы-покупатели игроков должны были выплачивать компенсации клубам-продавцам, что приносило порой негативные последствия и самим игрокам. Тишков считал, что профсоюз игроков и тренеров во главе с Александром Еленским должен оказывать игрокам всю необходимую юридическую помощь в случае каких-либо споров с руководителями клубов. В разговоре с Абрамовым Тишков отстаивал эту позицию, подчёркивая, что достижение разумного компромисса между клубом и спортсменом — порочная практика в отечественном спорте, поскольку во многих конфликтных ситуациях закон часто оказывается в стороне.
Тишков выражал желание открыть собственное агентство, которое занималось бы работой с молодыми талантами. Вскоре он возглавил подобную фирму под названием «Звёздная лига»: а среди его клиентов были такие игроки, как Руслан Пименов, Дмитрий Смирнов, братья Василий и Алексей Березуцкий и многие другие. Зимой 2002 года Тишков совершил одну из своих крупнейших сделок, обеспечив переход Дмитрия Смирнова из «Торпедо-ЗИЛ» в московский «Спартак», хотя за игрока до последнего момента также боролся и ЦСКА; ещё одним клиентом Тишкова был игрок «Торпедо-ЗИЛ» Константин Камнев, который стал в 2003 году игроком «Терека». Также Тишков обращал внимание на молодых «зенитовских» игроков — Андрея Аршавина, Игоря Денисова, Александра Кержакова и Владимира Быстрова, интересы которых намеревался защищать в дальнейшем (в частности, Тишков содействовал продлению контрактов «Зенита» с Аршавиным и Кержаковым).
По воспоминаниям современников, Тишков всегда отстаивал права всех игроков, чьи интересы защищал, в самых сложных ситуациях, делая это строго в соответствии с трудовым законодательством и не совершая ничего противозаконного. Однако Абрамов предупреждал Тишкова, что если он будет занимать твёрдую позицию игроков, то может привлечь на свою сторону массу непорядочных игроков, а если начнёт «мешать Системе», то может получить «по балде металлической трубой» как неугодное многим функционерам лицо.

### Телекомментатор
В 2000 году Тишков начал работать телекомментатором: первыми его матчами стали кубковый «Уралан» — «Локомотив» и «Спартак» — «Динамо», которые он комментировал с Дмитрием Анисимовым на РТР. По мнению Тишкова, его первый комментаторский опыт оказался неудачным, однако в 2001 году он принял приглашение руководителя спортивной редакции телеканала ТВЦ Сергея Ческидова и прокомментировал матч московского «Торпедо» и «Торпедо-ЗИЛ» на стадионе на Восточной улице (ничья 1:1). О комментаторской работе Тишков говорил, что ему нравилось этим заниматься, но он испытывал большую ответственность, поскольку считал важным разъяснять зрителю каждый эпизод и дополнять комментарий партнёра анализом; в одиночку он не работал. Также он работал в жанре послематчевого интервью, взяв его после игры «Торпедо-ЗИЛ» — «Ростсельмаш» у Сергея Шустикова.
В 2002 году Тишков вернулся на телеканал РТР, на котором комментировал матчи чемпионата России по футболу. Из-за неотложных дел в Москве он отказался лететь в Японию на чемпионат мира и в итоге не смог поработать на финальном матче. В конце того же года Тишков получил премию «Стрелец» как лучший комментатор. Некоторое время он также возглавлял гильдию спортивных журналистов в структуре «Медиасоюз», президентом которой был Александр Любимов. Пресс-атташе сборной России и телекомментатор Илья Казаков отмечал, что в комментаторской кабине, где работал Тишков, всегда был образцовый порядок.

## Убийство

### Предшествующие события
В начале декабря 2002 года после встречи с руководством одного из российских клубов Юрий Тишков, комментируя работу спортивных агентов, произнёс двусмысленную фразу о том, что при таких темпах в сфере его деятельности скоро может начаться некая «подъездная война». В дальнейшем журналисты истолковывали эти слова Тишкова как предчувствие какого-то опасного события в его собственной жизни. К тому моменту Тишков провёл несколько трансферов: в частности, он был агентом игрока «Торпедо-ЗИЛ» Константина Камнева, который перешёл в «Терек» за 60 тысяч долларов США, однако деньги получил не сам продавец, а некая подставная фирма «Элионд», на счёт которой в банке «Диалог-Информ» была переведена сумма трансфера в размере 4,2 млн рублей. Кто именно снял средства, осталось неизвестным.
Другим значимым событием стал переход Дмитрия Смирнова из «Торпедо-ЗИЛ» в «Спартак», хотя игроком интересовались в ЦСКА: игрок не получал зарплату с сентября по ноябрь 2002 года из-за проблем с финансами (суммарно ему задолжали 25 тысяч долларов США за три месяца выступлений плюс премиальные за шесть игр). Игрок подал заявление в КДК о расторжении контракта, и благодаря Тишкову 10 декабря контракт Смирнова с «Торпедо-ЗИЛ» был официально расторгнут, что позволило игроку перейти в любой другой клуб. Уже на следующий день, 11 декабря Смирнов отправился на переговоры с президентом ЦСКА Евгением Гинером, на которых заявил, что не против играть за ЦСКА. Игроку предлагалась в ЦСКА зарплата до 6 тысяч долларов в месяц: в «Торпедо-ЗИЛ» он получал зарплату в размере сначала 2, а потом 4 тысяч долларов в месяц, однако игрокам задерживали причитающиеся им средства. Впрочем, ЦСКА не собирался гасить задолженность Смирнову вместо «Торпедо-ЗИЛ». В итоге Тишков убедил Смирнова перейти в «Спартак», мотивируя это тем, что в ЦСКА игроку будет труднее закрепиться в основном составе. 20 декабря 2002 года на встрече с президентом «Спартака» Андреем Червиченко и генеральным директором Александром Шикуновым Смирнов заключил пятилетний контракт, обязавшись ежемесячно выплачивать Тишкову 10% от своей зарплаты, а сумма сделки составила 700 тысяч долларов. Утверждалось, что «прикрытие» Тишкову в этой сделке обеспечивал Максим Чельцов, однако какую сумму должен был получить Тишков, не было ясно.
Как позже установила прокуратура Северного административного района Москвы, из-за срыва сделки Гинер серьёзно разругался с Тишковым, поскольку Смирнов и ещё ряд игроков должны были перейти в ЦСКА в счёт погашения клубом «Торпедо-ЗИЛ» финансовых задолженностей перед «армейцами» — между клубами якобы имела место некая устная договорённость. В то же время Гинер считал главным виновником этой истории Червиченко, который якобы нарушил ещё одно негласное соглашение, достигнутое между «Спартаком» и ЦСКА — клубы обязались не «воровать» друг у друга футболистов, чтобы не дать агентам спекулировать на российском рынке. Однако больше всех действиями Тишкова был недоволен президент клуба «Торпедо-ЗИЛ» Юрий Белоус, который говорил, что у команды были большие долги, которые она должна была погасить в обмен на приобретение клуба «Норильским никелем» и последующее спонсирование. Белоус обвинил Тишкова в том, что он спрятал Смирнова, дождался просрочки в три месяца и через юрисдикционные органы РФС обеспечил разрыв контракта и его бесплатный уход из клуба: из-за этого «Торпедо-ЗИЛ» не смог заработать ни копейки от перехода Смирнова в «Спартак». «Торпедо-ЗИЛ» рассчитывало получить в качестве компенсации за продажу Смирнова около 40 тысяч долларов США.
На одной из личных встреч с Владимиром Абрамовым Тишков признался, что ему поступают звонки с угрозами, связанные с переходом Смирнова в «Спартак»: звонившие якобы предупреждали, что не потерпят, чтобы со Смирновым произошёл тот же трансферный скандал, что и с Дмитрием Сычёвым. Белоус попытался пересмотреть дело Смирнова в связи со «вновь открывшимися обстоятельствами», однако решение КДК о расторжении контракта Смирнова с «Торпедо-ЗИЛ» не было отменено, а сумма компенсации была снижена до 55 тысяч рублей. В итоге Белоус решил «отпустить» эту ситуацию и не пытаться в дальнейшем раздувать скандал. Валентин Иванов на церемонии вручения премии «Стрелец» даже расспрашивал Тишкова о том, что именно случилось в клубе, в ответ на что Юрий отшучивался. Позже выяснилось, что заявления о расторжении контракта с «Торпедо-ЗИЛ» подали ещё два человека, у которых была задержка зарплаты, однако, в отличие от Смирнова, Тишков сумел переубедить этих футболистов, и те, оставшись в клубе, вскоре получили свои премиальные.

### Последние дни жизни
Супруга Юрия Елена говорила, что в отношениях её мужа с Максимом Чельцовым, с которым Тишков дружил с «торпедовской» школы, в конце года возникли проблемы неизвестного характера: изначально Тишковы хотели отметить новый год у Чельцовых, однако в последний момент Юрий вечером 31 декабря 2002 года сообщил жене, что будет отмечать Новый год у её матери, но не объяснил причину. С 5 по 9 января 2003 года Тишков находился в Санкт-Петербурге на матчах Мемориала Валентина Гранаткина, проводя в перерывах между матчами деловые встречи с потенциальными клиентами. Среди этих клиентов были молодые игроки «Зенита» — Андрей Аршавин, Владимир Быстров, Игорь Денисов и Александр Кержаков. С ними же вёл переговоры одновременно и Павел Андреев, агент Дмитрия Сычёва, который организовал переход своего клиента в «Олимпик Марсель». Андрееву приписывали связи с Сергеем Лалакиным по кличке «Лучок», лидером Подольской ОПГ, который играл определённую роль в структуре футбольного клуба «Сатурн».
7 января 2003 года Тишков в телефонном разговоре с агентом Владимиром Абрамовым попросил его рассмотреть кандидатуру Игоря Чугайнова на должность помощника Непомнящего в китайском клубе. В тот же день Абрамов перезвонил Тишкову и сообщил, что Непомнящий не считает кандидатуру Чугайнова подходящей, а в завязавшемся разговоре Тишков и вовсе сказал, что ему в Петербурге пригрозили отозвать лицензию агентства РФС. По словам самого Чугайнова, из Петербурга Тишков возвращался крайне обеспокоенным, но не рассказывал о том, что именно случилось. В разговоре со своим братом Владимиром Юрий попросил его некоторое время «повозить», хотя сам был автолюбителем; Владимир отмечал, что Юрий выглядел крайне напряжённым.

### Гибель и похороны
Согласно свидетельствам Максима Чельцова, последний раз он встретился с Тишковым 10 января 2003 года, когда Тишков обсуждал с эстонским футболистом Тармо Кинком и его отцом Айваром Тийдусом возможный переход эстонца в «Спартак». Все четверо вместе поужинали в ресторане «Сила» у станции метро «Смоленская», а на следующий день у Кинка был запланирован контрольный матч. Сам Юрий был в отличном настроении и много шутил. Все трое посидели в автомобиле Чельцова, пока тот прогревался, а вскоре Тишков поехал домой. Вечером в 23:04 был зафиксирован входящий звонок на номер Тишкова. В ночь на 11 января примерно в 2:30 тело Тишкова со многочисленным колото-резаными ранениями было обнаружено у его собственного дома на Дмитровском шоссе (дом 33, корпус 6): его нашла некая женщина, которая прогуливалась с собакой, после чего вызвала милицию. По словам супруги Юрия Елены, она видела из окна, что на месте стояла машина Тишкова, но сам муж подозрительно долго не появлялся, а вскоре раздался звонок в дверь квартиры: на пороге стояли сотрудники милиции, которые и сообщили Елене трагическую новость. Согласно сообщениям сотрудников МУР, жильцы дома действительно слышали ночью какие-то крики о помощи.
Гибель Тишкова стала шоком для всего российского футбола: общественность и пресса моментально связали убийство Тишкова с его агентской деятельностью, подчёркивая при этом, что Тишков за время своей агентской деятельности никогда не нарушал российское законодательство и не переступал через моральные и этические принципы. Отпевание и похороны Тишкова прошли на Даниловском кладбище в Москве: Тишков похоронен на участке 35э. На отпевании и похоронах присутствовали тысячи людей, среди которых были футболисты, тренеры, агенты, функционеры и болельщики разных клубов, а также воспитанники торпедовской школы, учившиеся у Юрия Тишкова. На могиле Тишкова был установлен памятник: по некоторым данным, его установил Максим Чельцов по распоряжению Олега Шишканова, который несколько раз грозился убить тех, кто был причастен к смерти Тишкова. Один из пролётов лестницы на подходах к стадиону «Торпедо» был украшен граффити с портретом Юрия Тишкова.
С 2003 года в марте в манеже «Динамо» по инициативе телеканала «Россия-1» проходит ежегодный футбольный турнир памяти Тишкова. В частности, в 2004 году в турнире участвовали команды журналистов газеты «Спорт-Экспресс», сотрудников Первого канала, телеканала «Спорт», команды ING Bank и команды «Российской газеты», а также женский футбольный клуб из Ногинска «Надежда». Награждение проводила вдова Юрия Тишкова Елена.

### Расследование

#### Начало следствия
11 января 2003 года старший следователь Тимирязевской межрайонной прокуратуры возбудил уголовное дело по статье 1 части 105 УК РФ «Убийство»; оперативным сопровождением дела об убийстве Юрия Тишкова занимались сотрудники 1-й ОРЧ при ОУР КМ УВД САО по Москве, которые в течение месяца провели ряд оперативно-технических мероприятий, восстанавливая ход событий и получая первичную информацию о самом убийце. Московский уголовный розыск сразу занялся отработкой версии о связи убийства с профессиональной деятельностью Тишкова, поскольку эта сфера предпринимательства считалась крайне криминализированной, однако сотрудникам пришлось перед этим подробно изучить детали сделок в российском футболе на примере криминальных деяний, а прессу, по словам одного из следователей, то и дело «подкармливали» бытовыми версиями убийства.
Достаточно долгое время в СМИ ходили версии о гибели Тишкова от рук наркоманов, ночевавших в подъезде дома, об убийстве на почве бытового конфликта и банальная версия об ограблении. Первую версию сообщили Елене сотрудники УГРО: согласно изложенной версии, в подъезде якобы действительно находилась «алкогольно-наркотическая» группа людей, напавших на Тишкова, а когда он побежал к торцу дома, они якобы добили его там ножом; версия не выдерживала критики в СМИ. На версии «бытового» характера настаивал Максим Чельцов, однако сам он в дальнейшем не выходил на связь ни с органами, ни с матерью Юрия, а все его показания воспринимались знакомыми Тишкова критически. В то же время Игорь Чугайнов на первых порах также отстаивал «бытовую» версию, поскольку деятельность Тишкова сводилась к юридическим консультациям при продаже игроков и оформлении контрактов, а слухи о его многомиллионных заработках не подтверждались фактами. Версия об ограблении опровергалась тем, что находившиеся при Тишкове 100 долларов наличными не были украдены нападавшими.

#### Заключение судебно-медицинской экспертизы
Само следствие шло достаточно медленно, пока работу не ускорили после требований одноклубников Тишкова — Игоря Чугайнова и Игоря Симутенкова, однако и в этом случае имели место ряд нелогичных заявлений и действий со стороны следователей. Утверждалось, что в первые часы после обнаружения тела следственная группа не поставила охрану рядом с телом убитого, а сыщики провели обыск на квартире потерпевшего, запретив вдове Тишкова в течение часа звонить кому-либо: в ходе обыска ими были изъяты только телефонные и записные книжки убитого, но ничего, связанного с убийством, сыщики так и не обнаружили. Также во время предварительного следствия судмедэксперт первоначально по ошибке констатировал смерть Тишкова от трёх огнестрельных ранений. Сам Игорь Чугайнов иронично утверждал, что эксперт «не смог отличить огнестрел от ножевых ран», в то время как Василий Уткин говорил, что «круглые аккуратные раны, которые на морозе кровили мало», эксперт мог принять за пулевые отверстия.
Уже затем его коллеги провели повторную экспертизу и сделали другой вывод: согласно официальному заключению эксперта Бюро СМЭ КЗ Москвы А. И. Исаева, на теле Тишкова были найдены 33 колотых ранения, нанесённые заточкой в оба плеча и в правую часть тела с повреждениями правого лёгкого, аорты и печени, а также последующим кровоизлиянием в плевральные полости и полость перикарда. Смерть же наступила через непродолжительное время от кровопотери и сдавливания сердца кровью; в организме следов алкоголя обнаружено не было. По словам присутствовавших, характер убийства говорил о том, что это было заказное убийство. Само опознанное тело за день до запланированных похорон отправили из одного московского морга в другой на пластическую операцию лица, поскольку при падении лицо было сильно изуродовано, а вскоре один из оперативников срочно потребовал вернуть тело для того, чтобы снять отпечатки пальцев покойного.

#### Версия о заказном убийстве
Пытаясь установить возможного заказчика или имевших мотив лиц, следователи изучили ряд фактов. В частности, они проанализировали подозрительную сделку о переходе Константина Камнева из «Торпедо-ЗИЛ» в «Терек»: не признавая её отдельной версией убийства, следствие при этом констатировало, что убийство Тишкова могло с высокой долей вероятности быть связано с его профессиональной деятельностью. Среди других изученных событий были переход Дмитрия Смирнова в «Спартак» при явном интересе со стороны ЦСКА и последующих возмущениях Червиченко и Гинера, а также заявления президента «Торпедо-ЗИЛ» Юрия Белоуса о возмущении действиями Тишкова. Прокуратура утверждала, что Белоус якобы потребовал от некоего Р. Н. Ергинова «разобраться с Тишковым» за то, что тот увёл из клуба Дмитрия Смирнова: сам Белоус отрицал знакомство с Ергиновым и утверждал, что убийство Тишкова шокировало его самого. Также прокуратура обратила внимание на встречи Тишкова в Петербурге с игроками «Зенита», которые после гибели Тишкова стали клиентами Павла Андреева. Проходивший по делу в качестве свидетеля Смирнов утверждал, что не мог себе представить, что смерть Тишкова могла иметь какое-либо отношение к его трансферу. Андреев же утверждал, что Аршавин и «зенитовцы» стали его клиентами ещё до Тишкова, который не был ему конкурентом. С Тармо Кинком и его отцом следствие не контактировало.
По мнению следователей, убийца Тишкова мог поджидать свою жертву около дома, а у него могли быть два сообщника, один из которых наводил убийцу на жертву, а второй довозил исполнителя до дома и забирал. Для установления всех организаторов преступления следствие запросило информацию о звонках с мобильных телефонов абонентов, но уже на следующий день по показаниям свидетелей (в том числе сторожа, находившегося примерно в 100—150 м от места преступления) следователи установили фоторобот возможного исполнителя: по описанию исполнитель внешне походил на бывшего боксёра, члена Подольской ОПГ по кличке «Миша Чебрик», который считался куратором ряда футбольных агентов. Один из криминалистов также предположил, что нападавший не был профессиональным киллером, но обладал хорошей ударной техникой, нанеся все удары с короткой дистанции и с высокой частотой. В самой базе ЗИЦ МВД информации о судимости «Миши Чебрика» не было обнаружено.

#### Фактическая остановка расследования
На многие вопросы касаемо самих обстоятельств убийства так и не были даны ответы. Журналисты предполагали, что убийц могло быть двое, поскольку с одним вооружённым бандитом Тишков мог справиться или хотя бы убежать от него, а количество ударов заточкой и способ нанесения были направлены на то, чтобы сбить со следа сыщиков. Более того, содержимое сумки, в которой Тишков носил все документы, бесследно исчезло, в том числе и мобильный телефон, который кто-то из сотрудников ППС подарил своей девушке. В конце весны 2003 года адвокат Тишкова Василий Грищак заявил, что реальные оперативно-розыскные мероприятия попросту прекратились: руководство правоохранительных органов заявило, что таким делом должна заниматься городская прокуратура или даже Генеральная прокуратура, однако руководство московского «Динамо», в котором играл Тишков, содействия в продвижению дела на более высокий уровень не оказало.
За последующие годы дело несколько раз приостанавливалось и возобновлялось, однако так и осталось не раскрытым. Пресса утверждала, что в деле упоминалось очень и очень много известных фамилий игроков, функционеров РФПЛ и лиц, обвинявшихся в организованной преступной деятельности. В 2014 году мать Тишкова Галина Григорьевна написала письмо занимавшему пост президента РФС Николаю Толстых с просьбой поддержать её обращение в Генеральную прокуратуру по поводу возобновления расследования, и вскоре поступили сообщения о смене следователя, а саму Галину Тишкову попросили сдать тест ДНК, однако этим следствие и ограничилось перед очередной остановкой работы. По словам матери Тишкова, следователь Кузнецов, который первым вёл дело по факту гибели, утверждал, что «главный подозреваемый» был недоступен для органов; Игорь Симутенков добавлял, что первого следователя отстранили через один или два месяца после начала следствия.

## Личная жизнь
Со своей будущей супругой Еленой Тишков познакомился в 1990 году, когда начал играть за основной состав «Торпедо». Они поженились 1 сентября 1994 года, отпраздновав свадьбу в ресторане «Пекин» в присутствии одноклубников Тишкова по «Торпедо» и «Динамо». 17 января 1995 года у них родился сын Евгений, который избрал карьеру врача. В разговорах Евгений Тишков неоднократно высказывал своё нежелание играть в футбол, укрепившееся после гибели отца.
Младший брат Юрия Владимир в 1994 году попал в автокатастрофу: поскольку у семьи не было денег на операцию, все расходы по её оплате взяло на себя «Динамо», за что Тишков потом неоднократно благодарил руководство клуба. Сам Юрий был свидетелем на свадьбе Игоря Симутенкова и крёстным отцом его сына.

## Достижения

### Командные
Чемпионат СССР по футболу
- Бронзовый призёр: 1988, 1991[11]

Кубок СССР по футболу
- Финалист: 1991[11]

Чемпионат России по футболу
- Бронзовый призёр: 1993[11]

### Личные
- В списке 33 лучших футболистов сезона в СССР: 1990 (номер 3), 1991 (номер 2)[1]

## Клубная статистика
Статистика приведена по данным сайта FootballFacts.
| Клуб            | Сезон | Чемпионат | Чемпионат | Кубок | Кубок | Еврокубки | Еврокубки | Всего | Всего |
| Клуб            | Сезон | Матчи     | Голы      | Матчи | Голы  | Матчи     | Голы      | Матчи | Голы  |
| --------------- | ----- | --------- | --------- | ----- | ----- | --------- | --------- | ----- | ----- |
| Торпедо         | 1987  | 0         | 0         | 0     | 0     | 0         | 0         | 0     | 0     |
| Торпедо         | 1988  | 1         | 0         | 0     | 0     | 0         | 0         | 1     | 0     |
| Торпедо         | 1989  | 0         | 0         | 0     | 0     | 0         | 0         | 0     | 0     |
| Торпедо         | 1990  | 14        | 4         | 3     | 2     | 5         | 6         | 22    | 12    |
| Торпедо         | 1991  | 24        | 8         | 3     | 2     | 4         | 1         | 31    | 11    |
| Торпедо         | 1992  | 8         | 0         | 1     | 1     | 2         | 1         | 11    | 2     |
| Динамо (Москва) | 1993  | 16        | 4         | 3     | 0     | 0         | 0         | 19    | 4     |
| Динамо (Москва) | 1994  | 2         | 0         | 1     | 0     | 0         | 0         | 3     | 0     |
| Динамо (Москва) | 1995  | 9         | 1         | 1     | 0     | 3         | 0         | 13    | 1     |
| Динамо (Москва) | 1996  | 14        | 1         | 1     | 0     | 5         | 0         | 20    | 1     |
| Динамо (Москва) | 1997  | 4         | 0         | 1     | 0     | 1         | 0         | 6     | 0     |
| Рубин           | 1998  | 18        | 0         | 0     | 0     | 0         | 0         | 18    | 0     |

## Комментарии
1. ↑  Журналисты писали, что Тишков окончил школу с золотой[6] или серебряной медалью[2], но сам Тишков говорил, что медали у него не было[3][7].
2. ↑  Василий Уткин утверждал, что это ограничение не распространялось на молодых игроков, однако Захави по неизвестным причинам не смог представить этот аргумент[7].
3. ↑  По словам судившего матч Игоря Руцкого, мяч сначала выбил вперёд Юрий Ковтун на одного из «динамовцев», а тот перевёл мяч на Тишкова[23].
4. ↑  Тишков говорил в интервью 2001 года, что его привезли в больницу с открытым переломом в воскресенье, а операцию сделали во вторник днём[5], хотя сам матч прошёл в понедельник[29].
5. ↑  Согласно другому интервью, вторым матчем был «Спартак» — «Динамо»[4]
6. ↑  Вместе с тем утверждается, что Тишков комментировал некоторые встречи чемпионата мира[17][11].
7. ↑  Со слов Смирнова, который называл приблизительную дату[2].
8. ↑  Информация, полученная из первого заключения, позже была передана некоторыми СМИ[47][49]
9. ↑  Без учёта 14 матчей в дубле (два гола) и двух матчей Кубка Федерации футбола СССР[52].
10. ↑  Без учёта некоторых игр в дубле (10 голов) и двух матчей Кубка Федерации футбола СССР[52].
11. ↑  Без учёта некоторых игр в дубле (8 голов) и четырёх матчей Кубка Федерации футбола СССР (два гола)[52].
12. ↑  Без учёта 9 матчей в дубле (4 гола)[52].
13. ↑  За дубль «Динамо» — 6 матчей и два гола в Третьей лиге ПФЛ[52].
14. ↑  За дубль «Динамо» — 10 матчей и один гол в Третьей лиге ПФЛ[52].
15. ↑  За дубль «Динамо» — 5 матчей и два гола в Третьей лиге ПФЛ[52].
16. ↑  За дубль «Динамо» — 24 матча и 10 гол в Третьей лиге ПФЛ[52].